# Agenda Center Albertslund
Agenda Center Albertslund er et lokalt miljøcenter i Albertslund Kommune etableret i 1996. Centerets opgave er at fremme en bæredygtig udvikling i Albertslund.
Agenda Center Albertslund arbejder bl.a. med den lokale Agenda 21 strategi, og indgår desuden i Netværket for Lokale Agenda 21 Centre.

## Ekstern henvisning
- Agenda Center Albertslunds hjemmeside Arkiveret 28. januar 2013 hos  Wayback Machine

55°39′17″N 12°21′00″Ø / 55.65484167°N 12.34986944°Ø